# Rhyacophila minuta
Rhyacophila minuta är en nattsländeart som beskrevs av Banks 1939. Rhyacophila minuta ingår i släktet Rhyacophila och familjen rovnattsländor. Inga underarter finns listade i Catalogue of Life.